# Unione Sportiva Civitanovese 1984-1985
Questa pagina raccoglie le informazioni riguardanti l'Unione Sportiva Civitanovese nelle competizioni ufficiali della stagione 1984-1985.

## Rosa
| N. |                   | Ruolo | Calciatore           |
| -- | ----------------- | ----- | -------------------- |
|    | Italia (bandiera) | D     | Paolo Agabitini      |
|    | Italia (bandiera) | A     | Carlo Ballarini      |
|    | Italia (bandiera) | D     | Costanzo Barcella    |
|    | Italia (bandiera) | D     | Andrea Bruniera      |
|    | Italia (bandiera) | D     | Fulvio Bussalino     |
|    | Italia (bandiera) | C     | Angelo Castronaro    |
|    | Italia (bandiera) | P     | Mario Ciaramitaro    |
|    | Italia (bandiera) |       | Cognini              |
|    | Italia (bandiera) |       | Di Giacomi           |
|    | Italia (bandiera) | C     | Luca Fermanelli      |
|    | Italia (bandiera) | D     | Daniele Fiorelli     |
|    | Italia (bandiera) | C     | Giovanni Francavilla |

| N. |                       | Ruolo | Calciatore              |
| -- | --------------------- | ----- | ----------------------- |
|    | Italia (bandiera)     | A     | Claudio Lelli           |
|    | Italia (bandiera)     | C     | Giovanni Manari         |
|    | San Marino (bandiera) | A     | Paolo Mazza             |
|    | Italia (bandiera)     | C     | Luca Monachesi          |
|    | Italia (bandiera)     | A     | Giuseppe Palazzotto     |
|    | Italia (bandiera)     | P     | Antonio Pigino          |
|    | Italia (bandiera)     | A     | Cosimo Damiano Pistillo |
|    | Italia (bandiera)     | C     | Antonio Regoli          |
|    | Italia (bandiera)     | C     | Orfeo Rossi             |
|    | Italia (bandiera)     | C     | Sergio Sopranzi         |
|    | Italia (bandiera)     | C     | Massimo Valà            |